# Aysgarth
Aysgarth is een civil parish in het bestuurlijke gebied Richmondshire, in het Engelse graafschap North Yorkshire met 178 inwoners.

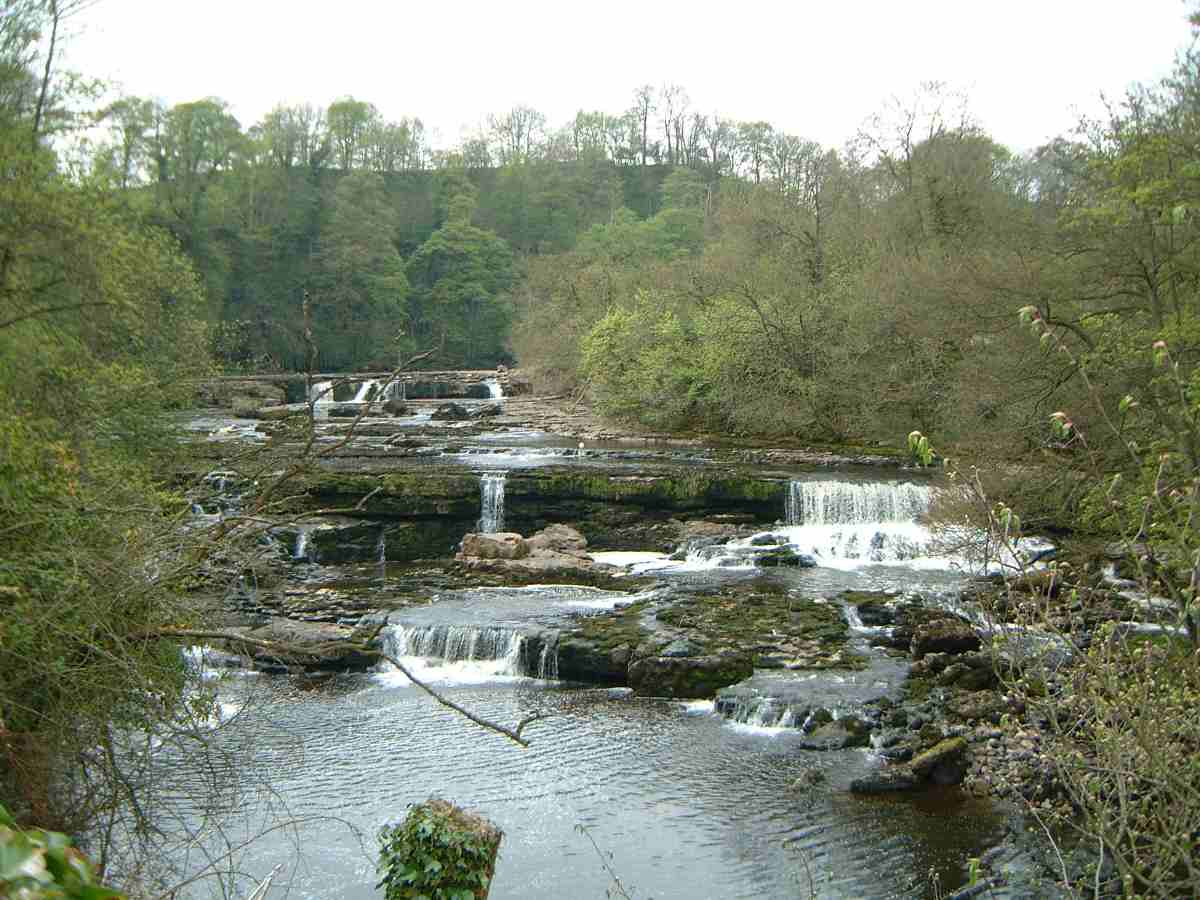
Aysgarth Falls aan de rivier de Ure
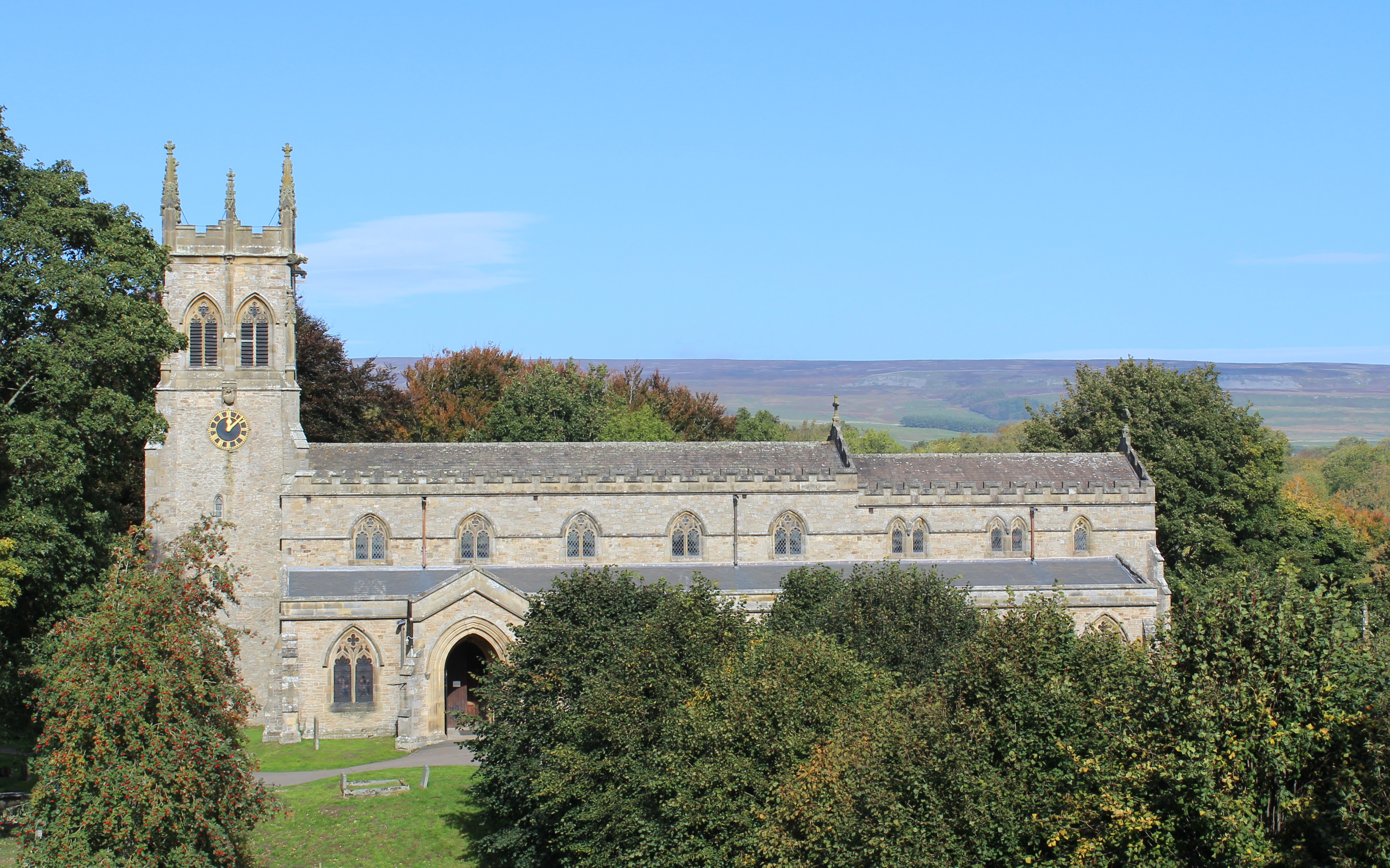
St Andrew's Church, Aysgarth, gerenoveerd in 1536 en 1866